# Phantasmagoria
Phantasmagoria – interaktywna gra przygodowa typu wskaż i kliknij, przedstawiona w formie horroru, stworzona przez Sierra Entertainment na komputery PC oraz Sega Saturn. Gra została zaprojektowana przez Robertę Williams i wydana 31 lipca 1995 roku.
W 1997 roku został wydany sequel pod tytułem: Phantasmagoria: A Puzzle of Flesh.

## Produkcja
Phantasmagoria jest pierwszą grą, w której wykorzystano żywych aktorów jako awatary. Gra została wydana na siedmiu płytach CD aby pomieścić ogromną ilość materiału wideo stworzonego w trakcie procesu produkcji. Niektóre dane były powtarzane na każdej płycie CD aby uniknąć częstej zmiany płyt przez gracza.

## Fabuła
Fabuła obraca się wokół pisarki Adrienne Delaney i jej męża Donalda Gordona, którzy właśnie kupili dworek byłego słynnego XIX-wiecznego magika Zoltana Carnovascha, praktykującego czarną magię. Ów iluzjonista "Carno", nieznany parze małżonków, podczas swoich praktyk wezwał złego demona, który go posiadł, zmuszając do zamordowania swoich pięciu żon. Zaraz po przeprowadzce Adrienne zaczyna miewać koszmary i podczas poszukiwań przyczyn nieświadomie uwalnia tego demona, który wchodzi w ciało jej męża.

## Odbiór
Phantasmagoria spotkała się z mieszanymi ocenami krytyków: agregator GameRankings przyznał jej średnią ocenę 59,17% zaś w serwisie GameSpot gra uzyskała 6/10 pkt. Z drugiej strony recenzent czasopisma „Computer Gaming World” pochwalił grę przyznając jej 4,5 punktów w skali 5 możliwych. Gra została zakazana w Australii oraz u części wydawców w Stanach Zjednoczonych ponieważ zawiera epizody brutalności oraz sceny erotyczne, w tym gwałt.